# クリストファー・ロイド
クリストファー・ロイド（Christopher Lloyd, 1938年10月22日 - ）は、アメリカ合衆国コネチカット州スタンフォード生まれの俳優。"ドク"ことエメット・ブラウン博士を演じた『バック・トゥ・ザ・フューチャー』の大ヒットで世界的に有名になった。

## 来歴

### 生い立ち

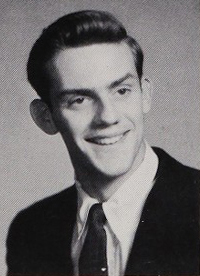
高校時代

1938年、歌手の母親と弁護士の父親の下、コネチカット州スタンフォードに生まれ、高校卒業まではそこで過ごす。
役者としてのキャリアは14歳のころからで、19歳になるとニューヨークへ移り、ネバーフッド・プレイハウスにてサンフォード・マイズナーに師事。しばらくしてからブロードウェイデビューを果たすと、『真夏の夜の夢』や『ハッピーエンド』などのミュージカルや戯曲に出演し、キャリアを積んでいく。

### 映画デビュー
最初にメジャー・スクリーンに登場したのは、ジャック・ニコルソン主演、ミロス・フォアマン監督の『カッコーの巣の上で』。同作品では、もともと舞台において同じ役柄を演じており、それが高い評価を得たことにより映画にも出演することになった。
その後も人気シリーズ『スタートレックIII ミスター・スポックを探せ!』でクリンゴン人艦長クルーグを演じる等着々とキャリアを重ねたが、特に"ドク"ことエメット・ブラウン博士を演じた『バック・トゥ・ザ・フューチャー』の大ヒットで、日本を含め世界的に有名になった。この役柄ではサターン賞にもノミネートされた。また、マイケル・J・フォックスとは多数のイベントなどで携わることが多くなった。同作は当初エリック・ストルツ主演で6週間の撮影が進んでおり、フォックスに交代した後、ロイドは同じ演技をもう一度やり直すことになった。
アメリカ本国ではドク役以外にもジャド・ハーシュ主演の人気シットコム『タクシー （原題：Taxi）』に登場する元ヒッピーのジム・イグナトウスキー役でも有名。同役では二度のエミー賞に輝き、番組内では若き日のトム・ハンクスとも共演している。『バック・トゥ・ザ・フューチャー』以来、しばらくロバート・ゼメキス監督作品の常連として『バック・トゥ～』の3部作すべてに加え、『ロジャー・ラビット』や『世にも不思議なアメージング・ストーリー （「真夜中の呪文」：ゼメキス監督の一編）』などに登場した。
90年代初期に出演したバリー・ソネンフェルド監督の『アダムス・ファミリー』シリーズのフェスター・アダムス役も当たり役となり、ラウル・ジュリア演じるゴメズ・アダムスの奇怪で不気味な風貌の兄をユーモラスに演じた。日本でも同作品は大ヒットを記録。『バック・トゥ～』で共演した盟友のマイケル・J・フォックスやリー・トンプソンらとは同作以外の映画やテレビでも共演している。
1994年に出演した『風と共に去る20ドル!?』ではインディペンデント・スピリット賞を受賞。

### 2000年代
2007年にアメリカのマイクロソフトのCMで再び、“ドク”ことエメット・ブラウンを演じた。
2008年には舞台でハリウッドのコダック・シアターにおいて『クリスマス・キャロル』のスクルージ役を演じ、ジョン・グッドマンと息の合ったコンビを見せた。
2010-2011年にかけてTelltale Gamesから発売されたアドベンチャーゲーム『Back to the Future: The Game』に声の出演をし、声優として再び“ドク”役を演じた。

### 2010年代

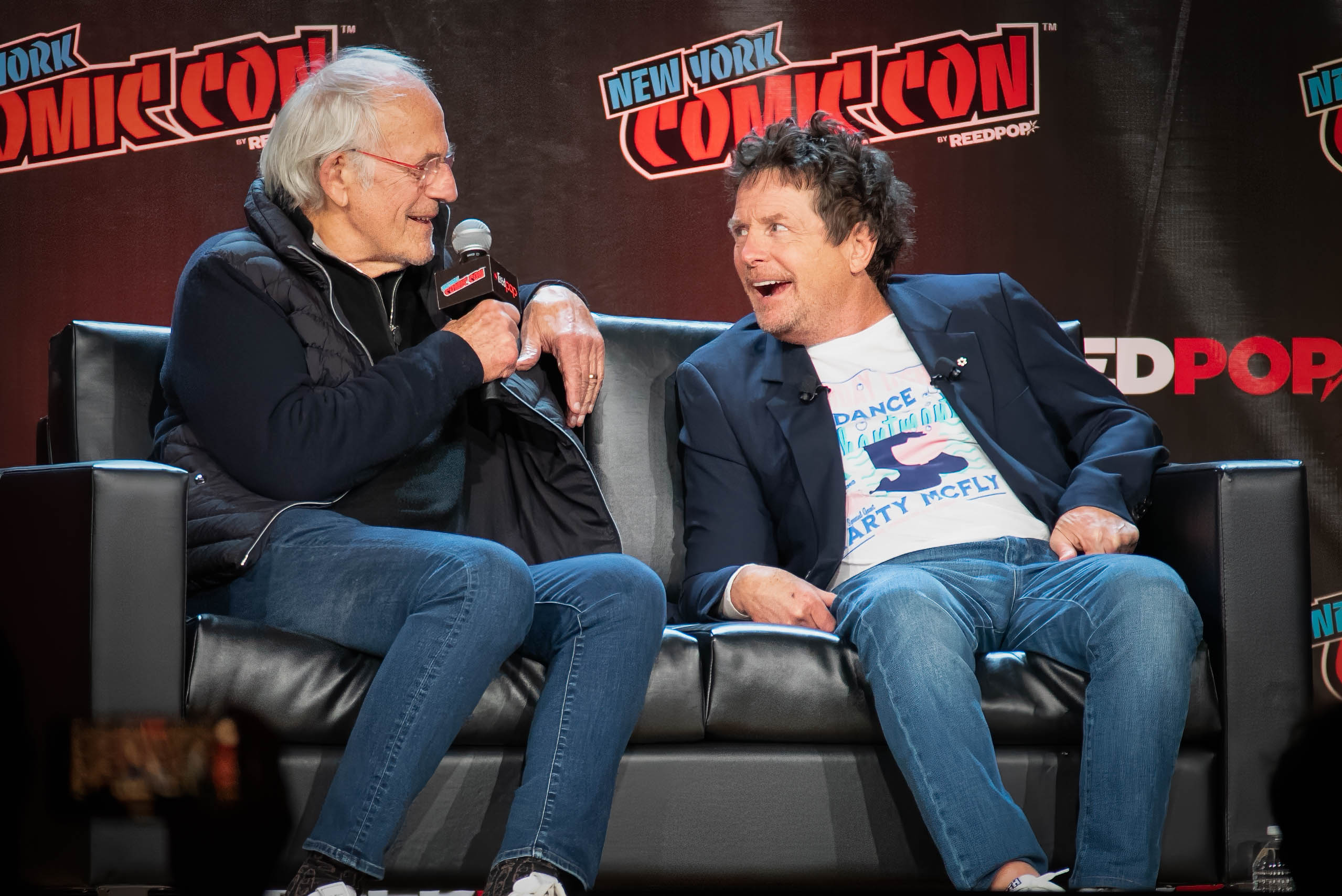
2022年のニューヨーク・コミコンにて、マイケル・J・フォックスと対談

2011年にGarbarino、アルゼンチン社のCMにエメット・ブラウンとして出演。同時にCM撮影のためだけにデロリアンを一晩だけアルゼンチンに空輸する。内容はドクが1985年からタイムトラベルをしてアルゼンチンのAv. CabildoにあるGarbarinoに電化製品を買いに来るというもの。前後の演出などBGMがリアル。また同年、ナイキが『バック・トゥ・ザ・フューチャー PART2』で使用されたモデルのシューズを限定販売したことに伴い、その宣伝用映像でもエメット・ブラウンを演じた。
2015年10月21日（劇中でマーティとドクがタイムトラベルをした日）、『ジミー・キンメル・ライブ!』のコーナーにマイケル・J・フォックスとともにデロリアンに乗って登場。ドクを演じ、映画と実際の2015年の様々な違いに驚くというショーを行った。

## 私生活
カリフォルニア州の高級住宅地であり、ハリウッドの著名人が多く居を構えていることで知られるモンテシトに邸宅を構えていたが、2008年11月13日（現地時間）に発生した山火事の延焼により、同11月14日（現地時間）に自宅が全焼してしまう被害を受けた。
1959年に最初の結婚をするが、1971年に離婚。その後も結婚と離婚を2度繰り返し、1992年に現在の妻と再婚している。非常にシャイで公の場にはめったに姿を見せず、またインタビューなども一切受けない俳優として知られる。ただ1990年に来日した際には、日本のワイドショーに出演し林家こぶ平（現・正蔵）らと共演。通訳を介してアナウンサーらによる質疑に答えた。アメリカのテレビ作家の「Christopher Lloyd」とは同姓同名で別人である。

## 来日
前述にもあるが1990年に『バック・トゥ・ザ・フューチャー PART2』のプロモーションで来日し『銭形平次』の撮影現場を見学しに京都・太秦を訪れている。主役の北大路欣也に十手の使い方をさかんにたずねたり、役者と記念撮影を行うなどの交流が行われた。役者として同作に参加していた三波豊和はロイドを「知的で穏やか」な人物だったと評している。2012年、ハリウッド・コレクターズ・コンベンションへ出席するため再来日した。更に2022年11月25日（金）～2022年11月27日（日）の東京コミコン2022では、ステージ出演の他にファンとの撮影会やサイン会も行った。普段は映画やドラマなどの作品出演以外では公の場に姿を見せないため、撮影会やサイン会の実施は日本のファンにとっては極めて貴重な機会となる。

## フィルモグラフィ

### 映画
| 年   | 題名                                                                                             | 役名                                 | 備考 | 日本語吹替              |
| ---- | ------------------------------------------------------------------------------------------------ | ------------------------------------ | --- | ----------------------- |
| 1975 | カッコーの巣の上で One Flew Over The Cuckoo's Nest                                               | テイバー                             | |                         |
| 1977 | 続・男と女 Un autre homme, une autre chance                                                      | ジェシー・ジェームズ                 | クレジットなし                                                                                              |                         |
| 1977 | インディ・キッド Three Warriors                                                                  | スティーヴ                           | |                         |
| 1978 | ゴーイング・サウス Goin' South                                                                   | トウフィールド                       | |                         |
| 1979 | プロフェッショナル7 The Fantastic Seven                                                          | スキップ・ハートマン                 | テレビ映画                                                                                                  |                         |
| 1979 | 新・明日に向って撃て! Butch and Sundance: The Early Days                                         | ビル・トッド・カーヴァー             | | 伊井篤史                |
| 1979 | 赤いドレスの女 The Lady in Red                                                                   | フロッグノーズ                       | |                         |
| 1979 | オニオン・フィールド The Onion Field                                                             | 弁護士                               | |                         |
| 1980 | スキゾイド Schizoid                                                                              | ギルバート                           | |                         |
| 1981 | 郵便配達は二度ベルを鳴らす The Postman Always Rings Twice                                        | セールスマン                         | |                         |
| 1981 | ローン・レンジャー The Legend of the Lone Ranger                                                 | ブッチ・キャベンデッシュ             | 石原辰己（ソフト版）                                                                                        |                         |
| 1982 | 若妻たちの秘行 Money on the Side                                                                 | スタンポーン                         | テレビ映画                                                                                                  |                         |
| 1983 | コロラドへの道 September Gun                                                                     | ジャック・ブライアン                 | テレビ映画                                                                                                  |                         |
| 1983 | メル・ブルックスの大脱走 To Be or Not To Be                                                      | シュルツ大尉                         | | 鹿島信哉                |
| 1984 | スタートレックIII ミスター・スポックを探せ! Star Trek III: The Search for Spock                  | クルーグ                             | 内海賢二（日本テレビ、ソフト版）                                                                            |                         |
| 1984 | バカルー・バンザイの8次元ギャラクシー The Adventures of Buckaroo Banzai Across the 8th Dimension | ジョン                               | 西尾徳（テレビ東京版）                                                                                      |                         |
| 1985 | バック・トゥ・ザ・フューチャー Back to the Future                                                | ドクター・エメット・ブラウン         | 青野武（ソフト版） 穂積隆信（テレビ朝日版） 三宅裕司（フジテレビ版） 山寺宏一（BSジャパン版、日本テレビ版） |                         |
| 1985 | 殺人ゲームへの招待 Clue                                                                          | プラム教授                           | |                         |
| 1986 | ミラクルズ/ 奇跡のカップル Miracles                                                              | ハリー                               | |                         |
| 1987 | 恋のハリキリ・ボーイ Walk Like a Man                                                             | レジー / ヘンリー                    | |                         |
| 1988 | トラック29 Track 29                                                                              | ヘンリー・ヘンリー                   | |                         |
| 1988 | ロジャー・ラビット Who Framed Roger Rabbit                                                       | ドゥーム                             | 大木民夫 |                         |
| 1988 | エイトメン・アウト Eight Men Out                                                                 | スリーピー・ビル・バーンズ           | 水野龍司（テレビ東京版）                                                                                    |                         |
| 1989 | ドリーム・チーム The Dream Team                                                                  | ヘンリー                             | 納谷六朗 |                         |
| 1989 | バック・トゥ・ザ・フューチャー PART2 Back to the Future Part II                                  | ドクター・エメット・ブラウン         | 青野武（ソフト版） 穂積隆信（テレビ朝日版） 山寺宏一（BSジャパン版、日本テレビ版）                          |                         |
| 1990 | ホワイ・ミー? Why Me?                                                                            | ブルーノ                             | 八奈見乗児                                                                                                  |                         |
| 1990 | バック・トゥ・ザ・フューチャー PART3 Back to the Future Part III                                 | ドクター・エメット・ブラウン         | 青野武（ソフト版） 穂積隆信（テレビ朝日版） 磯部勉（日本テレビ版1） 山寺宏一（BSジャパン版、日本テレビ版2） |                         |
| 1990 | ダックテイル・ザ・ムービー/失われた魔法のランプ DuckTales: The Movie - Treasure of the Lost Lamp | マーロック                           | アニメ、声の出演                                                                                            | 内海賢二                |
| 1991 | マイホーム・コマンドー Suburban Commando                                                         | チャーリー・ウィルコックス           | | 納谷六朗                |
| 1991 | アダムス・ファミリー The Addams Family                                                           | フェスター・アダムス                 | 麦人（ソフト版） 青野武（日本テレビ版）                                                                     |                         |
| 1992 | バディ・ハイウェイ/ 相棒いっちょうやったろうぜ! T Bone N Weasel                                  | ウィーゼル                           | テレビ映画                                                                                                  |                         |
| 1992 | クラッシュ・ザ・タンカー/流出危機 Dead Ahead: The Exxon Valdez Disaster                          | フランク・アイアロッシ               | テレビ映画                                                                                                  | 神谷和夫                |
| 1993 | 風と共に去る20ドル!? Twenty Bucks                                                                | ジミー                               | インディペンデント・スピリット賞助演男優賞 受賞                                                             |                         |
| 1993 | わんぱくデニス Dennis the Menace                                                                 | サム                                 | | 若本規夫                |
| 1993 | アダムス・ファミリー2 Addams Family Values                                                       | フェスター・アダムス                 | 青野武（ソフト、日本テレビ版）                                                                              |                         |
| 1994 | エンジェルス Angels In The Outfield                                                              | アル                                 | 富山敬 |                         |
| 1994 | 僕たちのサマーキャンプ/親の居ぬ間に… Camp Nowhere                                                | デニス                               | 岩崎ひろし                                                                                                  |                         |
| 1994 | 笑撃生放送! ラジオ殺人事件 Radioland Murders                                                     | ゾルタン                             | 千葉繁 |                         |
| 1994 | ページマスター The Pagemaster                                                                    | ミスター・ドワイヤー／ページマスター | 穂積隆信 |                         |
| 1995 | デンバーに死す時 Things to Do in Denver When You're Dead                                         | ピーシズ                             | 宝亀克寿（VHS版）                                                                                           |                         |
| 1995 | レンタル・キッズ/ お子様貸します! Rent-A-Kid                                                     | ラリー                               | テレビ映画                                                                                                  | 千田光男                |
| 1996 | クライム・タイム The Right to Remain Silent                                                      | ジョニー・ベンジャミン               | テレビ映画                                                                                                  |                         |
| 1997 | クイックシルバー Quicksilver Highway                                                             | アーロン・クイックシルバー           | テレビ映画                                                                                                  | 阪脩                    |
| 1997 | リアル・ブロンド The Real Blonde                                                                 | アーネスト                           | |                         |
| 1997 | エンジェルス2 Angels in the Endzone                                                              | アル                                 | 青野武 |                         |
| 1997 | アナスタシア Anastasia                                                                           | ラスプーチン                         | アニメ、声の出演                                                                                            | 壤晴彦                  |
| 1999 | ブラボー火星人2000 My Favorite Martian                                                           | マーティン                           | | 青野武                  |
| 1999 | ベイビー・トーキング Baby Geniuses                                                               | ヒープ博士                           | 水野龍司（VHS版） 水内清光（Netflix版）                                                                     |                         |
| 1999 | 不思議の国のアリス Alice in Wanderland                                                           | 白い騎士                             | テレビ映画                                                                                                  | 穂積隆信                |
| 1999 | スティグマ/ 裂け目 Covergence                                                                    | モーリー・アレン                     | | 糸博                    |
| 1999 | マン・オン・ザ・ムーン Man on the Moon                                                           | クリストファー・ロイド               | クレジットなし                                                                                              | 不明                    |
| 2001 | エマ・トンプソンのウィット/命の詩 Wit                                                            | ハーヴィー・ケレキアン博士           | テレビ映画                                                                                                  |                         |
| 2001 | ダニーと秘密の魔法使い When Good Ghouls Go Bad                                                   | フレッド・ウォーカー                 | テレビ映画                                                                                                  | 青野武                  |
| 2001 | ハリウッド・クライシス On the Edge                                                               |                                      | |                         |
| 2002 | アメージング・ハイウェイ60 Interstate 60: Episodes of the Road                                   | レイ                                 | 仲野裕 |                         |
| 2002 | ヘイ・アーノルド!/ ザ・ムービー Hay Arnold! The Movie                                            | Coroner                              | アニメ、声の出演 日本劇場未公開                                                                             | 不明                    |
| 2002 | テレビ創成期/ ネットワークの挑戦 The Big Time                                                    | ドク・パワーズ                       | テレビ映画                                                                                                  |                         |
| 2006 | ノーラヴ・ノーライフ A Perfect Day                                                               | マイケル                             | テレビ映画                                                                                                  | 有川博                  |
| 2008 | ナットのスペースアドベンチャー3D Fly Me to the Moon 3D                                           | エイモス                             | アニメ、声の出演                                                                                            | 坂口芳貞                |
| 2008 | ねずみの騎士デスペローの物語 The Tale of Despereaux                                              | ホヴィス                             | アニメ、声の出演                                                                                            | 不明                    |
| 2009 | サンタ・バディーズ 小さな５匹の大冒険 Santa Buddies                                              | クルージ                             | | 樋浦勉                  |
| 2010 | クロエ・モレッツ ジャックと天空の巨人 Jack and the Beanstalk                                     | 校長                                 | 田坂浩樹 |                         |
| 2010 | ピラニア3D Piranha 3D                                                                            | カール・グッドマン                   | 穂積隆信 |                         |
| 2012 | ピラニア リターンズ Piranha 3DD                                                                  | カール・グッドマン                   | 穂積隆信 |                         |
| 2013 | ワンダープラネット 绿林大冒险                                                                    | セジウィック博士                     | 声の出演（英語版吹き替え） 日本劇場未公開                                                                   | 真田雅隆                |
| 2014 | 荒野はつらいよ 〜アリゾナより愛をこめて〜 A Million Ways to Die in the West                      | ドク・ブラウン                       | カメオ出演                                                                                                  |                         |
| 2016 | アイム・ノット・シリアルキラー I Am Not a Serial Killer                                          | クローリー                           | | 穂積隆信                |
| 2017 | ジーサンズ はじめての強盗 Going in Style                                                         | ミルトン                             | | 穂積隆信                |
| 2018 | ディア・グランパ 幸せを拾った日 Boundaries                                                       | スタンリー                           | 日本劇場未公開                                                                                              | 及川いぞう（Netflix版） |
| 2021 | Mr.ノーバディ Nobody                                                                             | デビッド・マンセル                   | | 側見民雄                |
| 2021 | 僕を育ててくれたテンダー・バー The Tender Bar                                                    | 主人公の祖父                         | 日本劇場未公開                                                                                              | TBA                     |
| 2023 | キャンプ・ハイドアウト 悪党をやっつけろ Camp Hideout                                             | ファルコ                             | |                         |
| 2024 | Man and Witch: The Dance of a Thousand Steps                                                     | Alchemist                            | |                         |
| TBA  | Nobody 2                                                                                         | デビッド・マンセル                   | ポストプロダクション                                                                                        |                         |

### テレビシリーズ
| 年        | 題名                                                                   | 役名                                                    | 備考                                             | 吹替       |
| --------- | ---------------------------------------------------------------------- | ------------------------------------------------------- | ------------------------------------------------ | ---------- |
| 1978-1983 | Taxi TAXI                                                              | Reverend Jim Ignatowski                                 | 84エピソードに出演                               |            |
| 1984      | チアーズ Cheers                                                        | フィリップ                                              | 2エピソードに出演                                |            |
| 1985      | 驚異のスーパー・バイク ストリートホーク Street Hawk                    | アンソニー・コリドー                                    | 1エピソードに出演                                |            |
| 1986      | 世にも不思議なアメージング・ストーリー Amazing Stories                 | B.O.ビーンズ教授                                        | エピソード「真夜中の呪文」                       | 青野武     |
| 1995-1997 | Deadly Games                                                           | ジョーダン・ケネス・ロイド / セバスティアン・ジャッカル | 13エピソードに出演                               | N/A        |
| 1999      | スピン・シティ Spin City                                               | オーウェン・キングストン                                | 1エピソードに出演                                | 北村弘一   |
| 2002      | マルコム in the Middle Malcolm in the Middle                           | ウォルター                                              | 1エピソードに出演                                |            |
| 2003      | トレマーズ・ザ・シリーズ Tremors                                       | クレッツ・ポフェンバーガー                              | 3エピソードに出演                                |            |
| 2002-2008 | Cyberchase                                                             | ハッカー                                                | 33エピソードに出演                               | N/A        |
| 2004-2005 | クラブハウス Clubhouse                                                 | ルー・ルッソ                                            | 11エピソードに出演                               |            |
| 2005      | ザ・ホワイトハウス The West Wing                                       | ローレンス・レッシグ教授                                | 1エピソードに出演                                |            |
| 2005-2006 | Stacked                                                                | ハロルド・マーシュ                                      | 20エピソードに出演                               | N/A        |
| 2006      | マスターズ・オブ・ホラー Masters of Horror                             | エヴェレット                                            | エピソード「ヴァレリーの誘惑」                   |            |
| 2007      | ビッグバン★セオリー ギークなボクらの恋愛法則 The Big Bang Theory       | セオドア                                                | 第10シーズン第10話「所持品を分け合う法則」に出演 | 後藤哲夫   |
| 2007      | NUMBERS 天才数学者の事件ファイル Numb3rs                               | ロス・ムーア                                            | 1エピソードに出演                                |            |
| 2008      | LAW & ORDER:犯罪心理捜査班 Law & Order: Criminal Intent                | カーマイン                                              | 1エピソードに出演                                |            |
| 2009      | メテオ Meteor                                                          | ダニエル・レーマン教授                                  | ミニシリーズ                                     |            |
| 2009      | ドラゴン・アイ Knights of Bloodsteel                                   | テスリンク                                              | ミニシリーズ                                     | 岐部公好   |
| 2010      | CHUCK/チャック Chuck                                                   | レオ・ドレイファス                                      | 1エピソードに出演                                | 穂積隆信   |
| 2011      | FRINGE/フリンジ Fringe                                                 | ロスコー・ジョイス                                      | 第３シーズン第10話『運命』                       |            |
| 2011      | オズの魔法使い The Witches of Oz                                       | オズの魔法使い                                          | ミニシリーズ                                     | 廣田行生   |
| 2013      | サイク/名探偵はサイキック? Psych                                       | マーティン・カーン                                      | 1エピソードに出演                                |            |
| 2014      | マイケル・J・フォックス・ショウ The Michael J. Fox Show                | マクタヴィッシュ校長                                    | 1エピソードに出演                                | 穂積隆信   |
| 2014      | オーバー・ザ・ガーデンウォール Over the Garden Wall                    | 木こり                                                  | 声の出演                                         | 浦山迅     |
| 2020      | NCIS 〜ネイビー犯罪捜査班 NCIS: Naval Criminal Investigative Service   | ジョセフ・スミス                                        | 1エピソードに出演                                |            |
| 2021      | 全米捜索! バック・トゥ・ザ・フューチャー EXPEDITION Back to the Future | 本人                                                    | 4エピソードに出演                                | 山寺宏一   |
| 2023      | マンダロリアン The Mandalorian                                         | ヘルゲイト長官                                          | 1エピソードに出演                                | 中博史     |
| 2023      | A Million Little Things                                                | 本人                                                    | 1エピソードに出演                                | N/A        |
| 2024      | ナックルズ Knuckles                                                    | パチャカマ族長                                          | 声の出演 2エピソードに出演                       | 多田野曜平 |
| 2025      | Everybody's Live with John Mulaney                                     | 本人                                                    | 1エピソードに出演                                | N/A        |
| 2025      | ウェンズデー Wednesday                                                 | TBA                                                     | シーズン2以降                                    |            |

### テレビアニメ
- バック・トゥ・ザ・フューチャー Back to the Future（1991年）
- スペース・ケース Space Case（2001年）
- メリー・クリスマス・スペース・ケース Merry Christmas Space Case（2003年）
- ビリー&マンディ The Grim Adventures of Billy & Mandy（2004年）
- キング・オブ・ザ・ヒル King of the Hill（2005年）
- ザ・シンプソンズライド The Simpsons Ride（2008年）
- ロボットチキン Robot Chicken（2012年, 2013年）

### ゲーム
- キングダム ハーツIII（2019年）

### CM
- フジテレビ（1990年）
- デジタルツーカー九州

### インターネット
- PUSH UP イブニング（2012年11月22日、wallop）[8][9]

## 日本語吹き替え
主に担当しているのは、以下の二人である。
青野武
『バック・トゥ・ザ・フューチャー』（ソフト版）のドク役で初めて担当し、同シリーズのソフト版のほか、ユニバーサル・スタジオ・ジャパン内のアトラクション『バック・トゥ・ザ・フューチャー・ザ・ライド』でも同役を続投し、『メタルギアソリッド3』『アベノ橋魔法☆商店街』などではドクのパロディが組み込まれた。それに加えて『アダムス・ファミリー』シリーズ（日本テレビ版）なども担当し、ロイドの声優として定着した。
その個性の強さから、ロイドのフィックス（専属）と評されることもあり、青野の没後に制作された『バック・トゥ・ザ・フューチャー』（BSジャパン『シネマクラッシュ金曜名画座』版および日本テレビ『金曜ロードショー』版）、「全米捜索！バック・トゥ・ザ・フューチャー」では山寺宏一がロイドを務めたが、「青野さんがあくまでもお手本で、（中略）少しでも近づきたいイメージで演じました」と青野を踏襲して演じた旨のコメントをしている。
穂積隆信
『バック・トゥ・ザ・フューチャー』（テレビ朝日『日曜洋画劇場』版）のドク役で初めて担当し、同シリーズのテレビ朝日版を全作吹き替えた。繰り返し再放送されたこともあり、本バージョンでマーティを演じた三ツ矢雄二（同じくマーティ役のマイケル・J・フォックスの吹き替えを多く担当）と共に「名演技」と評された。その後も青野と並んで多く吹き替えたことで（担当本数に関しては前述の青野よりも多く吹き替えていることもあり）、ロイドのもう一人の担当声優として定着している。
前述の青野が死去した後は、亡くなるまで大半の作品で担当した。『ピラニア3D』の吹き替えでは再びロイドの声を当てた際、ファンからは数多くのファンレターが送られた逸話がある（詳しくは穂積の記事を参照）。『ジーサンズ はじめての強盗』が最後の担当となった。
このほかにも、三宅裕司、内海賢二、納谷六朗、水野龍司、大木民夫、千田光男、麦人、若本規夫、側見民雄、山寺宏一なども声を当てている。